# آنیلوبه
آنیلوبه (به لاتین: Anilobe) یک منطقهٔ مسکونی در ماداگاسکار است که در ونگایندرانو واقع شده‌است. آنیلوبه ۲٬۰۰۰ نفر جمعیت دارد و ۴۷ متر بالاتر از سطح دریا واقع شده‌است.